# 김나운
김나운(1970년 6월 14일 ~ )은 대한민국의 배우이다.

## 생애
1987년 여의도여자고등학교 2학년 재학 중, MBC 청소년드라마 《별난 학교》의 주인공으로 데뷔하였고 같은 해 1987년 영화 《학창보고서》의 단역으로 영화배우 데뷔하였으며 1989년 MBC 19기 공채 탤런트에 정식 입문하였다.

## 학력
- 서울영동초등학교 (졸업)
- 윤중중학교 (졸업)
- 여의도여자고등학교 (졸업)
- 서울예술전문대학 연극영화학과 (졸업)
- 광주대학교 신문방송학과 (졸업)

## 연기/연예 활동

### MBC
- 1987년 MBC 청소년드라마 《푸른교실》
- 1990년 MBC 청춘드라마 《우리들의 천국》
- 1990년 MBC 일요아침드라마 《한지붕 세가족》
- 1991년 MBC 아침드라마 《또 하나의 행복》
- 1991년 MBC 수목드라마 《까치 며느리》 ... 진진여사의 피자집 종업원 역
- 1992년 MBC 주말연속극 《마포 무지개》 ... 향숙 역
- 1993년 MBC 주말연속극 《엄마의 바다》 ... 주영 역
- 1994년 MBC 월화드라마 《도전》
- 1996년 MBC 미니시리즈 《이혼하지 않는 이유》
- 1997년 MBC 3.1절특집극 《사랑의 조건》
- 2004년 MBC 일요아침드라마 《단팥빵》 ... 안남희 역
- 2010년 MBC 아침드라마 《주홍글씨》 ... 차영림 역
- 2011년 MBC 미니시리즈 《미스 리플리》 ... 강시영 역
- 2011년 MBC 미니시리즈 《지고는 못살아》 ... 이혼전문 변호사 역(특별출연)
- 2012년 MBC 기획특집극 《못난이 송편》 ... 김예빈 모 역
- 2013년 MBC 주말연속극 《사랑해서 남주나》 ... 이연희 역
- 2014년 MBC 미니시리즈 《오만과 편견》 ... 김명숙 역
- 2015년 MBC 미니시리즈 《킬미힐미》 ... 윤자경 역
- 2016년 MBC 미니시리즈 《W》 ... 강철의 어머니 역
- 2017년 MBC 일일연속극 《돌아온 복단지》 ... 복달숙 역

### KBS
- 1989년 KBS2 청춘드라마 《사랑이 꽃피는 나무》
- 1994년 KBS2 미니시리즈 《숨은 그림 찾기》
- 1994년 KBS2 단막극 《드라마게임 - 사랑 훔치기》... 정현정 역
- 1994년 KBS1 일일연속극 《그대에게 가는 길》
- 1995년 KBS2 단막극 드라마게임 - 동화 속에 갇힌 아이》... 김진영 역
- 1995년 KBS2 단막극 《드라마게임 - 악녀 탄생》... 민정숙 역
- 1999년 KBS1 일일연속극 《해뜨고 달뜨고》 ... 최지영 역
- 2000년 KBS2 미니시리즈 《가을동화》 ... 김문정 역
- 2001년 KBS1 아침드라마 《매화연가》 ... 차옥심 역
- 2001년 KBS2 미니시리즈 《비단향꽃무》 ... 차민수 역
- 2001년 KBS2 주말연속극 《아버지처럼 살기 싫었어》 ... 황지연 역
- 2002년 KBS2 어린이드라마 《매직키드 마수리》 ... 안지니 역
- 2003년 KBS1 일일연속극 《노란 손수건》 ... 주연 역
- 2003년 KBS2 추석특집극 《혼수》 ... 수경 역
- 2005년 KBS1 일일연속극 《어여쁜 당신》
- 2007년 KBS2 미니시리즈 《달자의 봄》 ... 고순애 역
- 2007년 KBS2 주말연속극 《행복한 여자》
- 2008년 KBS2 주말연속극 《엄마가 뿔났다》 ... 장미연 역
- 2010년 KBS2 단막극 《KBS 드라마 스페셜 - 이유》
- 2011년 KBS2 TV소설 《복희 누나》 ... 최점례 역
- 2012년 KBS1 전원드라마 《산 너머 남촌에는 2》 ... 서혜주 역
- 2012년 KBS2 미니시리즈 《학교 2013》 ... 민기 모 역
- 2013년 KBS2 아침드라마 《삼생이》 ... 오필순 역
- 2013년 KBS2 미니시리즈 《직장의 신》 ... 여장미 역
- 2019년 KBS2 일일연속극 《태양의 계절》 ... 장숙희 역
- 2020년 KBS2 일일연속극 《위험한 약속》 ... 최명희 역

### 타방송사
- 1995년 SBS 주말극장 《옥이 이모》 ... 써니 역
- 1996년 SBS 드라마스페셜 《남자대탐험》
- 1997년 SBS 월화드라마 《여자》
- 1998년 SBS 주말극장 《사랑해 사랑해》
- 1998년 SBS 일일연속극 《7인의 신부》
- 1999년 SBS 미니시리즈 《청춘의 덫》 ... 안수연 역
- 1999년 SBS 아침드라마 《그녀의 선택》
- 1999년 SBS 창사특집극 《아들아 너는 아느냐》 ... 차순 역
- 2000년 SBS 미니시리즈 《불꽃》 ... 소유자 역
- 2000년 EBS 청소년드라마 《학교 이야기 - 노랑머리 은희》 ... 담임 선생님 역
- 2000년 SBS 드라마스페셜 《여자만세》
- 2001년 SBS 대하드라마 《여인천하》 ... 소월향 역
- 2002년 SBS 미니시리즈 《지금은 연애중》 ... 최규선 역
- 2003년 (구) iTV (현) OBS 주간시트콤 《닥터 닥터》
- 2003년 SBS 미니시리즈 《완전한 사랑》 ... 최정원 역
- 2003년 SBS 아침드라마 《이브의 화원》 ... 송명주 역
- 2005년 SBS 미니시리즈 《프라하의 연인》 ... 신광자 역
- 2005년 SBS 금요드라마 《사랑한다 웬수야》 ... 문수진 역
- 2006년 SBS 주말연속극 《사랑과 야망》 ... 명자 역
- 2015년 SBS 일일드라마 《돌아온 황금복》 ... 오말자 역
- 2015년 SBS 미니시리즈 《용팔이》 ... 태현 모 역
- 2018년 tvN 토일드라마 《미스터 션샤인》 ... 조 씨 부인 역

### 영화 출연
- 1987년 《학창보고서》
- 1990년 《영심이》 ... 월숙 역
- 2002년 《미워도 다시 한번 2002》 ... 미주 역
- 2005년 《첼로: 홍미주 일가 살인사건》 ... 선애 역(특별출연)
- 2007년 《만남의 광장》 ... 영희 모 역

### 뮤직비디오 출연
- 2010년 태진아 - 사랑은 돈보다 좋다

### 광고 출연
- 동양고무 월드컵
- 나도 사장님
- 아인호와 화장품
- 한국자산관리공사
- 무배당 AIG 원스톱 암보험Ⅱ
- 1996년 상아제약 식품사업부 키노산 음료 "유" (feat 신윤정,곽진영,박형준,박주미)

## 방송 출연
- 1991년 MBC 《생방송 저녁》 ... 리포터
- 1994년 SBS 《신세대 전원집합》 ... MC
- 1996년 MBC 《싱싱한 아침세상》 ... MC
- 1996년 2월 14일 KBS 《가족오락관》 ... 게스트
- 1996년 5월 17일 KBS 《퀴즈탐험 신비의 세계》 ... 게스트
- 1998년 MBC라디오 《즐거운 오후 2시 이택림 김나운입니다》 ... DJ
- 2003년~2005년 KBS 《스펀지》 ... 패널
- 2004년~2005년 MBC 《브레인 서바이버》
- 2005년 MBC 《꼭 한번 만나고 싶다》
- 2007년 KBS 《러브 인 아시아》
- 2012년 TV조선 《속설검증쇼 속사정》 ... 패널
- 2013년 JTBC 《송년특집 매직 쇼쇼쇼》
- 2016년 JTBC 《슈퍼맨을 만나다》
- 2016년 JTBC 《백세의 품격 진시황》
- 2020년 ~ 2021년 올'리브 《슬기로운 생활》 ... 패널

## 내레이션 더빙
- 2010년 MBC 《MBC 스페셜 - 나는 한국 남자와 결혼했다》 ... 내레이션

## 수상
- 1998년 MBC 연기대상 라디오부문 여자우수상